# WU LYF
WU LYF (udtales "Woo Life", og står for "World Unite Lucifer Youth Foundation") er et engelsk band fra Manchester.

## Medlemmer
- Ellery James Roberts – Vokal, orgel
- Thomas David Francis McClung – Vokal, bas, guitar
- Evans Kati – Vokal, guitar, mundharmonika
- Joseph Louis Harlan Manning – Trommer, klaver

## Diskografi

### Singler
- "Heavy Pop"/"Concrete Gold" (12" single, 2010)
- "Dirt" (7" single, 2011)
- "We Bros" (12" single, 2011)

### Studiealbums
- Go Tell Fire to the Mountain (2011)